# رودنیکوفکا
رودنیکوفکا (به لاتین: Rodnikovka) یک منطقه مسکونی در جمهوری آذربایجان است که در شهرستان اغوز واقع شده‌است.